# Kodak DCS 400

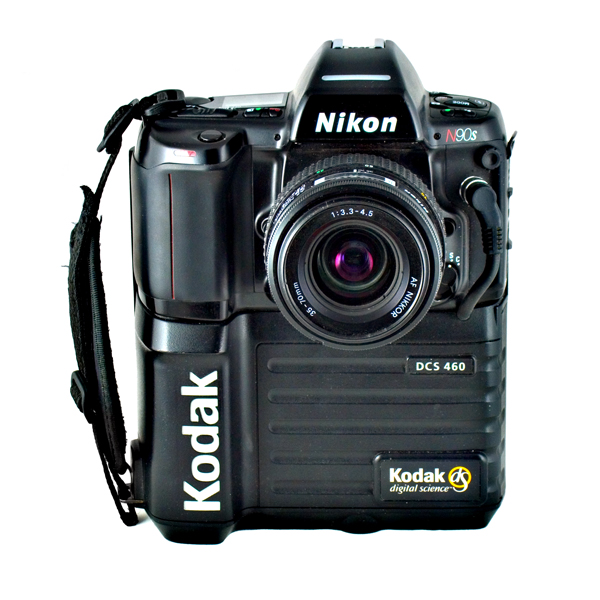
Kodak DCS 460

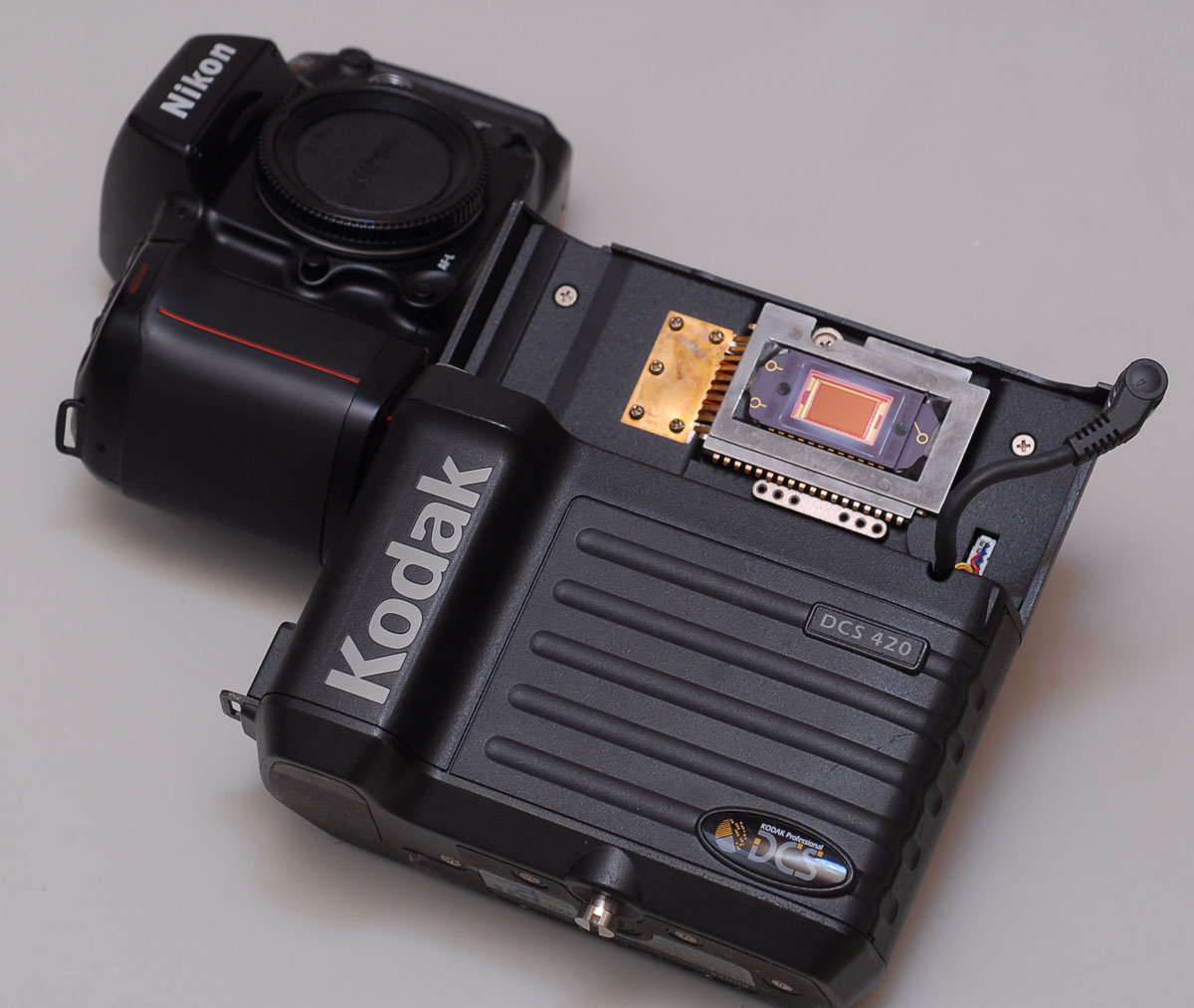
DCS 420 in modalità pulizia del sensore

La gamma Kodak DCS 400 era basata su reflex Nikon fornite di sensore ed elettronica prodotta da Kodak.
Le fotocamere di questa serie comprendono la DCS 420 da 1,5 megapixel (introdotta nell'agosto 1994), la DCS 410 da 1,5 Mpx (nel 1996) e la DCS 460 da 6,2 Mpx (nel marzo 1995). In aggiunta Kodak vendeva il dorso della DCS 460 adattato ad una fotocamera medio formato con il nome di DCS 465. Utilizzando molti degli stessi componenti impiegati nella serie DCS 400, Kodak fece anche una fotocamera appositamente per l'Associated Press chiamata NC2000 (basata su corpi Nikon N90/F90) e successivamente aggiornata dalla NC2000e (basata su corpi Nikon N90s/F90x). Kodak utilizzò anche l'elettronica e il sensore della DCS 420 per produrre una versione digitale della fotocamera subacquea Nikonos che fu commercializzata con il nome di DCS 425 in numero limitato per applicazioni militari e scientifiche.
Oltre alla versione standard a colori, la DCS 420 fu prodotta in versione monocromatica e ad infrarossi con il nome rispettivamente di 420m e 420IR. Anche della DCS 460 e 465 c'era una versione monocromatica con la stessa nomenclatura. Le versioni non a colori sono molto rare e tendono a raggiungere prezzi alti nelle aste o nelle vendite dell'usato.
La serie DCS 400 era basata su corpi Nikon N90s da 35 mm (chiamata F90x in Europa), invece la DCS 410 ed alcune versioni più recenti della DCS 420 e 460 erano basate su corpi Nikon N90/F90. Dopo che fu introdotta la Nikon N90s/F90x, alla fine del 1994, Kodak iniziò ad usare questo modello come corpo base per la sua serie DCS 400. Il corpo macchina potrebbe essere riconvertito a pellicola rimuovendo il dorso con le componenti digitali e sostituendolo con un dorso standard.
Tutte le fotocamere di questa serie utilizzano un CCD a 12 bit. Il sensore da 1,5 Mpx presente nella DCS 410 e nella 420 misura 9,2x13,8 mm (fattore di crop pari a 2,6 rispetto al 35mm); il sensore da 6,2 Mpx della DCS 460 e 465 misura 18,4x27,6mm (1.3x crop); infine il sensore da 1,3 Mpx della NC2000 e NC2000e misura 16,4x20,5mm (1.6x crop) con un insolito rapporto di 5:4.
Nel 1995 la DCS 460 era la fotocamera digitale con la più alta risoluzione disponibile ed il suo prezzo era di 35600 $, quando liquidarono alcuni modelli a novembre del 2000 il prezzo era sceso a 2500 $.